# Brachymeles makusog
Brachymeles makusog — вид сцинкоподібних ящірок родини сцинкових (Scincidae). Ендемік Філіппін.

## Поширення і екологія
Brachymeles makusog мешкають на півострові Бікол на південному заході острова Лусон, зокрема на горі Лабо, а також на сусідньому острові Катандуанес. Вони живуть в первинних і вторинних вологих тропічних лісах, серед пухкого ґрунту, і гнилої деревини. Зустрічаються на висоті від 200 до 1000 м над рівнем моря.